# 쥘 쿤데
쥘 올리비에 쿤데(프랑스어: Jules Olivier Koundé, 1998년 11월 12일~)는 프랑스의 축구 선수로 현재 스페인 라리가의 바르셀로나에서 수비수로 뛰고 있다.

## 클럽 경력

### 보르도
쿤데는 2018년 1월 7일에 열린 64강전에서 그랑빌에 2-1로 패배한 첫 경기에 보르도를 대표해 데뷔를 시작했다. 이 경기에서는 정규 시간 90분과 추가 시간 30분간 출전했다. 그는 2018년 1월 13일에 트루아와의 원정 경기에서 보르도를 대표해 리그 1 데뷔를 했다. 2018년 2월 10일에는 보르도의 홈 경기에서 아미앙을 상대로 리그 1 경기에서 첫 골을 기록했다. 이는 그의 리그 1 경기에서의 첫 골이자 보르도의 첫 팀에서의 경쟁력 있는 골이었다.

### 세비야
2019년 7월 3일, 그는 스페인 클럽 세비야와 계약을 체결했다. 보르도로부터 세비야로 지불된 이적료는 €25백만으로 보도되었다. 그는 세비야에서의 첫 시즌에 클럽이 역대 최다 6회의 UEFA 유로파 리그 우승을 이끌었으며 대회의 시즌 베스트 팀에 이름을 올렸다.

### 바르셀로나
2022년 7월 29일, 바르셀로나는 쿤데의 이적에 대한 세비야와의 합의를 발표했다. 바르셀로나는 리그의 급여 상한선을 초과하여 그를 등록할 수 없었기 때문에 쿤데가 라 리가 시즌의 첫 경기에서 레오 발레카노와의 경기를 놓쳤다. 그는 동일한 이유로 8월 21일 바르셀로나의 두 번째 리그 경기인 레알 소시에다드와의 경기도 놓쳤다. 쿤데는 8월 26일에 라 리가에 등록되었으며, 2일 후에 캄프 누우에서 열린 레알 바야돌리드와의 경기에서 클럽의 공식 데뷔를 하였다.

## 국제 경력
2021년 5월 18일, 쿤데는 디디에 데샹이 선정한 26명의 선수 중 일부로 프랑스 국가대표팀의 일원으로 UEFA EURO 2020에 참가했다. 그는 2021년 6월 2일에 친선 경기인 웨일스와의 경기에서 데뷔했으며, 전반전에 들어 벤자민 파바르를 대신했다.
2021년 10월 10일, 쿤데는 2021 UEFA 네이션스리그 결승전에서 스페인을 이긴 프랑스의 선발 라인업에 이름을 올렸다.

## 개인 생활
쿤데는 프랑스와 베냉 국적을 가지고 있다.

## 수상

### 클럽
지롱댕 드 보르도
- 쿠프 드 라 리그 : 4강 (2018-19)

 세비야 FC
- 라리가 : 4위 (2019-20, 2020-21, 2021-22)
- 코파 델 레이 : 4강 (2020-21)
- UEFA 유로파리그 : 우승 (2019-20)
- UEFA 슈퍼컵 : 준우승 (2020)

### 국가대표팀
프랑스
- FIFA 월드컵 : 준우승 (2022)
- UEFA 네이션스리그 : 우승 (2021)

### 개인
- UEFA 유로파리그 드림팀 : 2019-20